# 安德索尼亞 (加利福尼亞州)
安德索尼亞（英語：Andersonia）是位於美國加利福尼亞州門多西諾縣的一個非建制地區。該地的面積和人口皆未知。

## 地理
安德索尼亞的座標為39°58′41″N 123°48′26″W / 39.97806°N 123.80722°W，而該地的平均海拔高度為165米（即541英尺）。